# آناهیت قوکاسیان
آناهیت مخیتاری قوکاسیان (ارمنی: Անահիտ Մխիթարի Ղուկասյան؛ انگلیسی: Anait Gukasyan؛ زاده ۲۹ ژانویهٔ ۱۹۴۶) یک بازیگر اهل ارمنستان است. وی بین سال‌های ۱۹۷۷ تا ۱۹۹۷ میلادی فعالیت می‌کرد.

## زندگی‌نامه
وی در ۲۹ ژانویه ۱۹۴۶ در ایروان به دنیا آمد  وی همچنین برندهٔ جوایزی همچون مدال طلای وزارت فرهنگ جمهوری ارمنستان شده‌است. وی همسر باگرات هوهانیسیان بود.

## گزیده فیلمشناسی
از فیلم‌ها یا برنامه‌های تلویزیونی که وی در آن نقش داشته‌است می‌توان به آخرین یکشنبه (۱۹۸۵)، خاک و طلا (۱۹۸۴) اشاره کرد.